# Lake Mackenzie (Neuseeland)
Der Lake Mackenzie ist ein Gebirgssee im Southland District der Region Southland auf der Südinsel von Neuseeland.

## Namensherkunft
Der See wurde nach dem ehemaligen Landvermesser und späteren neuseeländischen Politiker Thomas Mackenzie benannt.

## Geographie
Der Lake Mackenzie befindet sich an der Westflanke der Ailsa Mountains, rund 2,6 km östlich des Hollyford River/Whakatipu Kā Tuka und rund 16,5 km nordwestlich des Lake Wakatipu. Der See, der auf einer Höhe von 889 m anzutreffen ist, besitzt eine Flächenausdehnung von rund 20,5 Hektar und einen Seeumfang von rund 2,7 km. Bei einer Südsüdwest-Nordnordost-Ausrichtung erstreckt sich der See über eine Länge von rund 980 m und misst an seiner breitesten Stelle rund 320 m in Westnordwest-Ostsüdost-Richtung.
Gespeist wird der See durch einige wenige Gebirgsbäche. Die Entwässerung des Sees findet an seinem südlichen Ende über einen unbenannten Bach statt, der rund 700 m weiter südsüdwestlich in den Roaring Creek mündet, der seinerseits seine Wässer rund 2,4 km weiter westlich dem Hollyford River/Whakatipu Kā Tuka zuträgt.
In den Sommermonaten sinkt der Pegel des Sees derart, dass sich die Flächenausdehnung des Sees bis auf in etwa 13 bis 14 Hektar verringert, wie auch auf dem Foto zu sehen ist.

## Routeburn Track
Der 33 km lange Routeburn Track, dessen Erstellung im Jahr 1909 von Thomas Mackenzie in Auftrag gegeben wurde, tangiert den Lake Mackenzie an seinem südlichen Ende. Für Übernachtungen befinden sich an dem südöstlichen Ende des Sees die Lake Mackenzie Hut und rund 100 m südlich davon die Lake Mackenzie Lodge. Rund 500 m nördlich, an der Ostseite des Sees, ist der Lake Mackenzie Campsite zu finden.